# 화인베스틸
주식회사 화인베스틸(영어: FINEBESTEEL)은 대한민국의 철강 기업이다.

## 역사 및 현황
2007년 9월 19일에 설립되어, 열간 압연 및 압출 제품 제조업을 주요사업으로 하고 있다.

### 내용주
1. ↑  일신상의 사유로 대표이사 사임 및 신규선임